# 木村艮

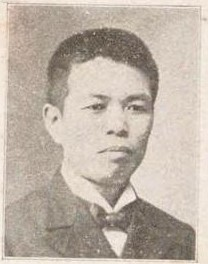
木村艮

木村 艮（きむら ごん、1868年8月19日（明治元年7月2日）- 1930年（昭和5年）10月2日）は、明治から昭和初期の農業技術者、実業家、政治家。衆議院議員。旧姓・西川。

## 経歴
山城国綴喜郡、のちの京都府綴喜郡田辺村（田辺町を経て現京田辺市）で、西川長次の二男として生まれ、1885年（明治18年）木村艮司の養子となり、1891年（明治24年）4月、家督を相続した。1896年（明治29年）7月、帝国大学農科大学農学科を卒業した。
京都府技師となる。同年8月、京都府農会技師兼幹事となり1908年（明治41年）4月まで在任。この間、京都府立農林学校嘱託教師、京都蚕業講習所嘱託教師、京都府立農事試験場嘱託なども務め、京都府下の農業振興に尽力した。
1908年（明治41年）5月、第10回衆議院議員総選挙に京都府郡部から無所属で出馬して初当選。1912年（明治45年）5月の第11回総選挙では中央倶楽部所属で出馬して再選され、その後立憲同志会に所属し衆議院議員に連続2期在任した。その後、第12回（立憲同志会）、第13回総選挙（無所属）に連続して立候補したがいずれも落選した。
その後、京都人造肥料社長などを務めた。